# Birgit Butter
Birgit Butter (* 1. Januar 1972 in Warstein) ist eine deutsche Politikerin (CDU). Seit 2022 ist sie Abgeordnete des Niedersächsischen Landtags.

## Leben
Butter legte 1991 am Gymnasium ihrer Heimatstadt Warstein das Abitur ab. Anschließend studierte sie Rechtswissenschaft an der Rheinischen Friedrich-Wilhelms-Universität Bonn. 1999 legte sie das zweite juristische Staatsexamen ab. 2000 erhielt sie die Zulassung zur Rechtsanwältin. Von 2003 bis 2005 war sie als Referentin der CDU/CSU-Fraktion im Deutschen Bundestag tätig. Von 2005 bis 2008 war sie Mitarbeiterin der CDU-Bundestagsabgeordneten Martina Krogmann. Von 2010 bis 2013 war sie für den CDU-Bundestagsabgeordneten Enak Ferlemann tätig. Von 2013 bis 2016 leitete sie das Wahlkreisbüro des CDU-Bundestagsabgeordneten Oliver Grundmann. Von 2016 bis zu ihrem Einzug in den Landtag 2022 leitete sie wiederum das Wahlkreisbüro Ferlemanns.
Butter ist römisch-katholisch, verheiratet und hat zwei Kinder. Sie lebt in Buxtehude-Hedendorf.

## Politik
Butter ist seit 2005 Mitglied der CDU. Seit den Kommunalwahlen in Niedersachsen 2011 ist sie Mitglied im Ortsrat von Hedendorf und im Stadtrat von Buxtehude. Seit den Kommunalwahlen in Niedersachsen 2016 ist sie Ortsbürgermeisterin von Hedendorf. Seit den Kommunalwahlen in Niedersachsen 2021 ist sie zudem Mitglied im Kreistag des Landkreises Stade.
Bei der Landtagswahl in Niedersachsen 2022 zog Butter über das Direktmandat im Wahlkreis Buxtehude in den Niedersächsischen Landtag ein.